# Langues en Australie
L'Australie n'a pas de langue officielle, mais elle est dans les faits largement monolingue avec l'anglais comme langue nationale. L'anglais présent est l'anglais australien, qui se distingue par son accent et son vocabulaire.
À l'arrivée des Britanniques il y avait entre 250 et 750 langues aborigènes. Environ 150 d'entre elles sont encore parlées quotidiennement, mais la plupart sont en grand danger d'extinction. Huit seulement ont plus de 1 000 locuteurs.
Selon le recensement de 2016, 73 % des habitants parlent uniquement l'anglais à la maison ; suivent une multitude d'autres langues parlées chacune par moins de 3 % de la population du pays. Sydney est la capitale d'État ayant le plus faible pourcentage d'habitants ayant l'anglais comme langue maternelle, avec seulement 58 %.

## Dynamique des langues
Entre 2001 et 2016, face à l'immigration, l'anglais, en tant que langue maternelle, régresse de 80 % en 2001, à 78,5 % en 2006, à 76,8 % en 2011, puis à 72,7 % en 2016.
L'afrikaans est parlé par 40 000 à 45 000 locuteurs en Australie, surtout par des Afrikaners qui émigrent en Australie depuis les années 1990 : c'est l'une des langues étrangères qui progresse le plus en Australie.[réf. nécessaire]

### Français

#### En tant que langue maternelle
Lors du recensement australien de 2021, 70 740 personnes en Australie parlaient français à la maison. 0,4% de ces personnes sont des Australiens autochtones.
La majorité (51,7 %) des francophones d'Australie ont une ascendance française. 12,8 % ont désigné « australien » comme ascendance, 11,9 % ont une ascendance anglaise et 9,5 % ont une ascendance mauricienne.
30,5% des francophones d'Australie sont nés en France, 29,8% sont nés en Australie et 15,2% sont nés à Maurice. 74,0 % des francophones d'Australie sont des citoyens australiens.
En 2021, 44,8 % des francophones d'Australie n'étaient pas religieux, tandis que 34,0 % étaient catholiques. Cela marque un changement rapide depuis 2016, où 35,2 % étaient non religieux et 39,5 % catholiques.
La banlieue avec le plus grand nombre de locuteurs natifs français est Maroubra à Sydney, où 860 personnes parlent français à la maison, représentant 2,8% de la population de Maroubra et 1,2% de tous les francophones d'Australie.

#### En tant que langue étrangère
Le français est largement enseigné dans les écoles australiennes. C'est l'une des principales langues étrangères du programme australien depuis les années 1880. Il existe également de nombreuses écoles bilingues anglais/français en Australie.

### Sur Internet
| Rang | Langue  | Pourcentage |
| ---- | ------- | ----------- |
| 1    | Anglais | \| \| 92 \| |
|      | 92      |             |

| Rang | Langue  | Pourcentage |
| ---- | ------- | ----------- |
| 1    | Anglais | \| \| 96 \| |
|      | 96      |             |

| Rang | Langue  | Pourcentage  |
| ---- | ------- | ------------ |
| 1    | Anglais | \| \| 100 \| |
|      | 100     |              |

| Rang | Langue  | Pourcentage |
| ---- | ------- | ----------- |
| 1    | Anglais | \| \| 95 \| |
|      | 95      |             |

| Rang | Langue  | Pourcentage |
| ---- | ------- | ----------- |
| 1    | Anglais | \| \| 91 \| |
|      | 91      |             |

| Rang | Langue  |
| ---- | ------- |
| 1    | Anglais |

## Langues aborigènes
On sait peu de chose des langues parlées par les aborigènes de Tasmanie, qui ont très tôt été presque exterminés par les colons.
Les 250 à 750 langues parlées en Australie continentale à l'arrivée des Européens se répartissent en 28 familles, dont une seule, celle des langues pama-nyungan, couvre 90 % du territoire. Les 27 autres ne sont (ou n'ont été) parlées que dans l'extrême nord,.